# Bergwachtel
Die Bergwachtel (Oreortyx pictus) ist eine Vogelart aus der Familie der Zahnwachteln. Sie ist die einzige Art der Gattung Oreortyx.

## Merkmale
Der Vogel hat eine durchschnittliche Gesamtlänge von 26 bis 29 cm und eine Spannweite von 35 bis 40 cm. Sein Gewicht beträgt 230 bis 292 g.
Bergwachteln haben relativ kurze, abgerundete Flügel. Sie haben ein braunes Gesicht und eine graue, bläuliche Brust.

## Verbreitung

Verbreitungsgebiet der Bergwachtel (grün)

Das Verbreitungsgebiet der Bergwachtel umfasst die nordamerikanische Westküste in den Vereinigten Staaten und Mexiko vom Bundesstaat Washington bis Niederkalifornien. In den USA kommt sie in den Bundesstaaten Washington, Oregon, Kalifornien und Nevada vor, in Mexiko nur in Baja California. Knochenfunde in Höhlen belegen auch ein Vorkommen in New Mexico nach dem Ende der letzten Eiszeit. Die Bergwachtel bewohnt Mischwälder, Chaparrals und Wiesen in gebirgigen Gegenden.

## Fortpflanzung

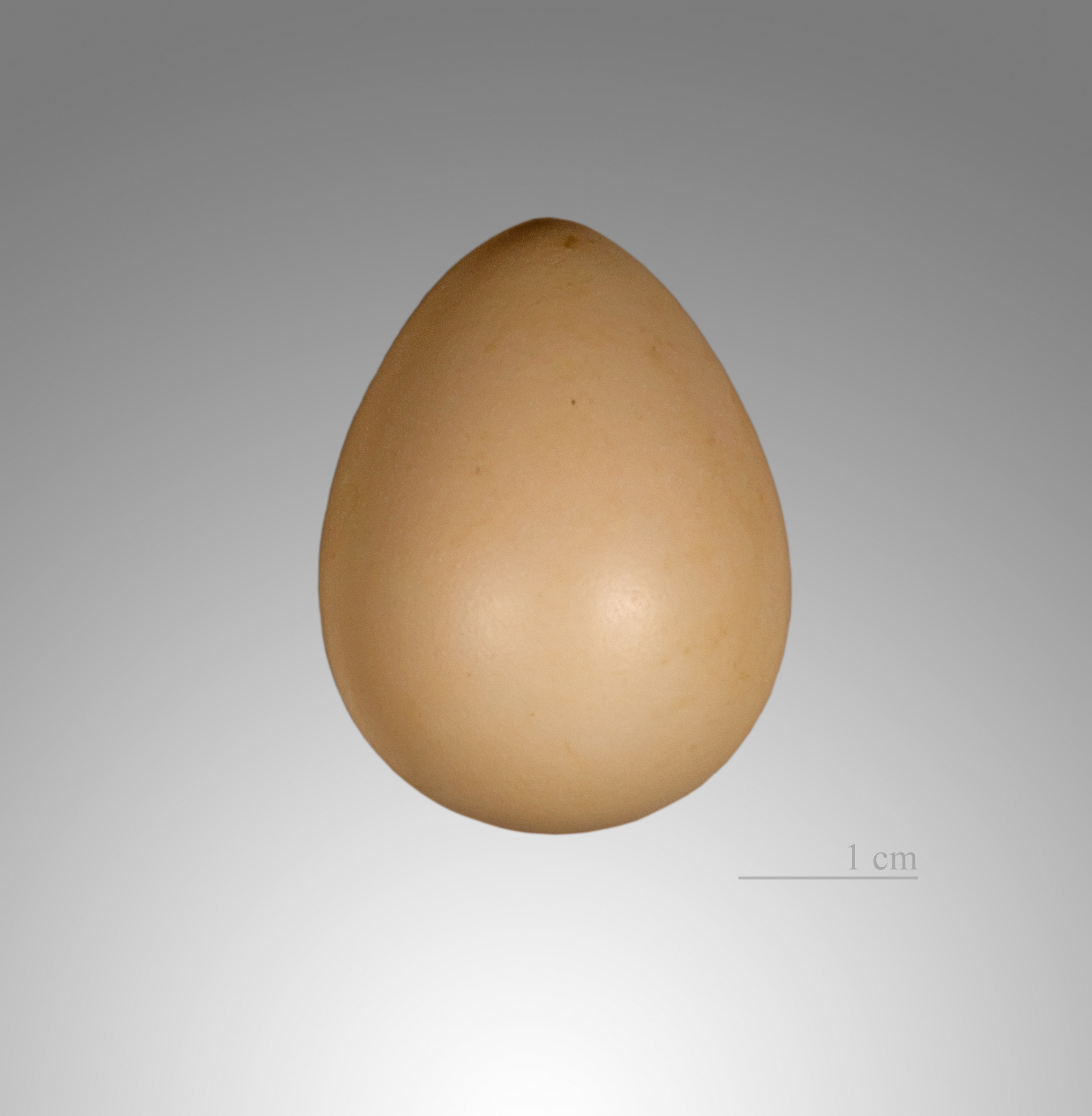
Ei der Bergwachtel

Das Weibchen legt in der Regel 9 bis 10 Eier in einer einfachen Mulde in der Vegetation verborgen, oft auf der Basis eines Baums oder Strauchs. Die Brutzeit dauert 21 bis 25 Tage, in der Regel vom Weibchen und nur selten vom Männchen bebrütet. Die Küken sind Nestflüchter, das Nest verlassen sie mit ihren Eltern innerhalb weniger Stunden nach dem Schlüpfen.

## Stammesgeschichte
Die Gattung Oreortyx hat sich innerhalb der Familie der Zahnwachteln schon vor mindestens 6 Millionen Jahren herausgebildet und ist damit früher entstanden als die Gattung Colinus. Subfossile Funde aus den Guadalupe Mountains und in der Shelter Cave in New Mexico mit einem Alter von rund 10.000 Jahren belegen die Verbreitung der Art in dieser Gegend nach dem Ende der letzten Eiszeit.

## Unterarten
Es wurden fünf Unterarten beschrieben:
- Oreortyx pictus confinis (Anthony, 1889)[5] – In den Bergen im nördlichen Niederkalifornien beheimatet.
- Oreortyx pictus eremophilus (Van Rossem, 1937)[6] – Das Verbreitungsgebiet reicht von der Sierra Nevada in Südkalifornien bis in den Norden der Halbinsel Niederkalifornien und bis in den äußersten Südwesten Nevadas.
- Oreortyx pictus pictus (Douglas, 1829)[7] – Die Nominatform ist von der Cascade Range im Bundesstaat Washington bis zu den Bergen an der Küste Mittelkaliforniens verbreitet.
- Oreortyx pictus plumifer (Gould, 1837)[8] – Vom Süden des Bundesstaats Washington reicht ihr Lebensraum bis in den Westen Nevadas und nach Mittelkalifornien.
- Oreortyx pictus russelli (Miller, AH, 1946)[9] – Diese Unterart lebt in den Little San Bernardino Mountains in Südkalifornien.

## Bedrohung und Schutz
Die Bergwachtel wird aktuell von der International Union for Conservation of Nature and Natural Resources (IUCN) aufgrund ihres großen Verbreitungsgebietes und der stabilen Populationen als „nicht gefährdet“ (least concern) eingeordnet.